# Hound Dog
"Hound Dog" är en blueslåt skriven av Jerry Leiber och Mike Stoller. Låten spelades ursprungligen in av Big Mama Thornton den 13 augusti 1952 i Los Angeles och släpptes av Peacock Records i slutet av februari 1953. Singeln kom att bli Thorntons enda listetta och sålde i över 500.000 exemplar. Thorntons inspelning av "Hound Dog" infördes i Grammy Hall of Fame i februari 2013.
Den kommersiellt mest framgångsrika versionen spelades in av Elvis Presley i juli 1956 och var starkt bidragande till hans stora genombrott.
Notera att det under första halvan av 1950-talet förekom flera olika låtar med titeln "Hound Dog" (se, eller snarare lyssna på, de externa länkarna nedan).

## Originalversionen
Jerry Leiber och Mike Stoller skrev låten, på inrådan av producenten Johnny Otis, åt Thornton. "Hon var en underbar bluessångare, med en påtagligt stönande stil", återgav Stoller i en senare intervju med tidningen Rolling Stone. "Hennes attityd påverkade skrivandet av Hound Dog och tanken var att hon skulle morra fram texten."  
Singeln kom att bli Thorntons enda listetta och sålde i över 520.000 exemplar. Thorntons inspelning av "Hound Dog" infördes i Grammy Hall of Fame i februari 2013.

## Låttolkningar
"Hound Dog" har spelats in mer än 250 gånger. Bara mellan åren 1953 och 1955, innan Elvis Presleys version spelades in, gavs ett tiotal tolkningar av låten ut. Den kommersiellt mest framgångsrika var av gruppen Freddie Bell and the Bellboys. Deras version skilde sig från originalet i det att den framfördes som en humoristisk låt, till skillnad från Thorntons, som dominerades av en underliggande sensuell ton. De ersatte bland annat textraderna: "Snoopin' 'round my door" med "cryin' all the time" och "you can wag your tail but I ain't gonna feed you no more" med "well, you ain't never caught a rabbit and you ain't no friend of mine". Något som levde kvar i flera efterföljande tolkningar, däribland Elvis Presleys.

### Elvis Presleys version
Den mest kända versionen är av Elvis Presley i juli 1956. Singeln släpptes som dubbel A-sida tillsammans med låten Don't Be Cruel. Den kom att bli en av världens mest sålda vinylsinglar någonsin, med över 10 miljoner sålda exemplar och anses vara en av rockhistorien viktigaste inspelningar.
Enligt en tidigare skolkamrat till Presley, var en av hans favoritlåtar vid tiden Bear Cat (en typ av svarstolkning till Hound Dog)" inspelad av sångaren Rufus Thomas tre år tidigare. Det var snarare denna version som inspirerade till hans tolkning av Hound Dog.
Presley första TV-framträdande med låten var i The Milton Berle Show, den 5 Juni 1956. Över 40 miljoner tittare såg Elvis Presley dansa och sjunga på ett, för tiden betraktat, mycket kontroversiellt vis. Framträdandet blev hans stora genombrott och betraktas idag som ett av musikhistoriens främsta ögonblick.

### Fotnoter
1. ↑  ”bigmama”. bigmama. Home.earthlink.net. http://home.earthlink.net/~jaymar41/bigmama.html. ”Arkiverade kopian”. Arkiverad från originalet den 4 juni 2011. https://web.archive.org/web/20110604133031/http://home.earthlink.net/~jaymar41/bigmama.html. Läst 13 januari 2021.
2. ↑  ”The Blues Archive: University of Mississippi Libraries”. Olemiss.edu. http://www.olemiss.edu/depts/general_library/archives/blues/lb78t.html.
3. ↑  Bronson, Fred. The Billboard Book of Number 1 Hits. Billboard Books. ISBN 0-8230-7677-6.
4. ↑  Michael Spörke. ”Big Mama Thornton: The Life and Music”. Big Mama Thornton: The Life and Music. Mcfarlandbooks.com. http://www.mcfarlandbooks.com/book-2.php?id=978-0-7864-7759-3.
5. 1 2  GRAMMY Hall of Fame
6. 1 2  Larry Birnbaum, Before Elvis: The Prehistory of Rock 'n' Roll (Rowman & Littlefield, 2012) s. 234.
7. ↑  David Fricke, "Leiber and Stoller: Rolling Stone's 1990 Interview With the Songwriting Legends" Arkiverad 15 december 2017 hämtat från the Wayback Machine., Rolling Stone (April 19, 1990; återutgiven: August 22, 2011).
8. ↑  ”RAB Hall of Fame: Bill Black”. RAB Hall of Fame: Bill Black. Rockabillyhall.com. http://www.rockabillyhall.com/BillBlack1.html. Arkiverad 4 februari 2012 hämtat från the Wayback Machine. ”Arkiverade kopian”. Arkiverad från originalet den 4 februari 2012. https://web.archive.org/web/20120204054658/http://www.rockabillyhall.com/BillBlack1.html. Läst 13 januari 2021.
9. ↑  ”Hound Dog Meaning”. Shmoop.com. 2004-12-09. http://www.shmoop.com/elvis-hound-dog/meaning.html. Arkiverad 22 december 2015 hämtat från the Wayback Machine.
10. ↑  ”Elvis Presley – Don't Be Cruel / Hound Dog – RCA Victor – USA – 47-6604”. 45cat.com. http://www.45cat.com/record/476604us.
11. ↑  ”Elvis Presley's Hound Dog Tops The Billboard Charts”. cbsnews.com. https://www.cbsnews.com/news/almanac-elvis-presleys-hound-dog-tops-the-billboard-charts.
12. ↑  Nick Tosches, Country: The Twisted Roots of Rock 'n' Roll (Da Capo Press, 2009) s. 55.
13. ↑  ”Elvis Presley, his Hound Dog, and the controversy that followed”. The Poodle (and Dog) Blog. http://thepoodleanddogblog.typepad.com/the_poodle_and_dog_blog/2014/06/elvis-presley-his-hound-dog-and-the-controversy-that-followed.html. Arkiverad 9 oktober 2018 hämtat från the Wayback Machine. ”Arkiverade kopian”. Arkiverad från originalet den 9 oktober 2018. https://web.archive.org/web/20181009185947/http://thepoodleanddogblog.typepad.com/the_poodle_and_dog_blog/2014/06/elvis-presley-his-hound-dog-and-the-controversy-that-followed.html. Läst 13 januari 2021.